# Slashdot
Slashdot, đôi khi được viết tắt là /. (ký hiệu tương ứng với slash và dot trong tiếng Anh), là trang web tin tức về kỹ thuật thuộc sở hữu của SourceForge, Inc. Điểm đặc biệt của nó là tin tức và bình luận về các sự kiện đang xảy ra được người dùng gửi và được các biên tập viên đánh giá theo phong cách của những người mê máy tính (nerd). Phần bình luận của từng câu chuyện được tình bày theo kiểu diễn đàn Internet. Cái tên "Slashdot" được những người chủ trang web miêu tả là sự "nhại lại khó chịu của một địa chỉ URL", nhằm làm rối những ai phát âm URL của trang web (khi đọc theo tiếng Anh: "h-t-t-p-colon-slash-slash-slashdot-dot-org"). Slashdot có xu hướng ủng hộ nguồn mở. Hệ thống quản lý nội dung, Slash, được cung cấp theo Giấy phép công cộng GNU.

## Điều hành và biên tập
Được Rob "CmdrTaco" Malda thành lập năm vào tháng 9 năm 1997, hiện tại Slashdot thuộc sở hữu của SourceForge, Inc. Trang web được điều hành chủ yếu bởi Malda và Jeff "Hemos" Bates. Việc biên tập được thực hiện bởi Malda cùng với nhóm biên tập viên của Slashdot. Trụ sở trang web đặt ở Dexter, Michigan.

## Điều phối
Để ngăn chặn các lời bình quấy nhiễu, Slashdot áp dụng một hệ thống điều phối trong đó mỗi lời bình (kể cả gửi từ người dùng vô danh) có một điểm khởi đầu và có thể tăng hoặc giảm bởi các điều phối viên.
Điểm của lời bình cũng được thêm vào điểm karma của người dùng. Điểm karma cao sẽ cho điểm thưởng đối với các bài gửi bởi tác giả đó. Điểm karma thấp gây bất lợi trên các bài viết.
Ngoài ra còn có cơ chế điều phối meta cho phép người đọc điều phối trở lại các điều phối viên thông qua việc đánh giá sự đúng đắn của các hành động điều phối của điều phối viên.

## Hiệu ứng Slashdot
Slashdot có khoảng 5,5 triệu người truy cập mỗi tháng và khuyến khích độc giả đọc những bài viết được liên kết. Việc này dẫn đến sự kiện số người truy cập các trang web được liên kết đến bất thình lình tăng vọt, và được gọi là "Hiệu ứng Slashdot" ("Slashdot effect"). Đôi khi máy chủ của web site đó không thể chịu đựng số lượng người truy cập lớn đó, và website đó hết hoạt động được, và website đó được cho là "Slashdotted" ("bị Slashdot").

## Đối tượng độc giả
Độc giả chính của Slashdot thường được cho là những người nhiệt tình với Linux và phong trào phần mềm nguồn mở, nhưng cũng có số lượng độc giả đáng kể đến từ thế giới Windows. Một khảo sát trên Slashdot cho thấy xấp xỉ phân nửa người ghé thăm Slashdot sử dụng Microsoft Windows làm hệ điều hành của mình, 1/3 sử dụng Linux và trên 10% sử dụng Mac OS X, nhưng chỉ 32% tuyên bố rằng mình không sử dụng Windows.
Một số người được nhiều người biết tới có tham gia Slashdot:
- Người đồng sáng lập Wikipedia Jimmy Wales (tên người dùng "jwales")
- Người đồng sáng lập Apple Computer (hiện nay là Apple Inc.) Steve Wozniak (tên người dùng "SteveWoz")
- Tác giả và diễn viên Wil Wheaton (tên người dùng "CleverNickName")
- Giám đốc kĩ thuật id Software John Carmack (tên người dùng "John Carmack")
- Tác giả phần mềm quét an ninh mạng Nmap Fyodor (tên người dùng "fv")
- Kiến trúc sư của GNOME và Mono Miguel de Icaza (tên người dùng "miguel")
- Người sáng lập Freenet Ian Clarke (tên người dùng "sanity")
- Tác giả ReiserFS Hans Reiser (tên người dùng "hansreiser")
- Người truyền bá nguồn mở Bruce Perens (tên người dùng "Bruce Perens")
- CEO của MySQL AB Mårten Mickos (tên người dùng "martenmickos")
- Eric S. Raymond (tên người dùng "ESR")
- Người sáng lập O'Reilly Media Tim O'Reilly (tên người dùng "tadghin")
- Người phát triển Samba Jeremy Allison (tên người dùng "Jeremy Allison - Sam")
- Nhà vật lý và tác giả Clifford Stoll (tên người dùng "Cliff Stoll")
- Người phát triển nhân Linux Alan Cox (tên người dùng "Alan Cox")
- Người phát triển nhân Linux Ingo Molnar (tên người dùng "Ingo Molnar")
- Người sáng lập và chủ tịch Linspire Michael Robertson (tên người dùng "Lindows.com Michael")
- Người sáng lập và CEO của Codeweavers Jeremy White (tên người dùng "jeremy white")